# Carlos Solís (futbolista)
Carlos Solís (Lima, 22 de octubre de 1981) es un exfutbolista y director técnico peruano. Jugaba de defensa central y su último equipo fue el José Gálvez FBC.

## Selección nacional
Fue convocado a la selección peruana para los partidos de las fechas 3 y 4 frente a Brasil y Ecuador respectivamente, válidos por las eliminatorias para Sudáfrica 2010.

## Clubes

### Como jugador
| Club                      | País | Año       |
| ------------------------- | ---- | --------- |
| CNI                       | Perú | 1998      |
| Virgen de Chapi           | Perú | 1999      |
| Unión Minas               | Perú | 2000-2001 |
| CNI                       | Perú | 2002      |
| Juan Aurich               | Perú | 2003      |
| Estudiantes de Medicina   | Perú | 2003      |
| Alianza Lima              | Perú | 2004      |
| Cienciano                 | Perú | 2005      |
| FBC Melgar                | Perú | 2006-2007 |
| Cienciano                 | Perú | 2007-2008 |
| Alianza Lima              | Perú | 2009-2011 |
| Universidad César Vallejo | Perú | 2012      |
| León de Huánuco           | Perú | 2013      |
| Sport Huancayo            | Perú | 2013      |
| José Gálvez FBC           | Perú | 2014      |
| José Gálvez FBC           | Perú | 2017      |

### Como director técnico
| Club                  | País | Año  |
| --------------------- | ---- | ---- |
| Player Villafuerte FC | Perú | 2015 |